# Nonzeville
Nonzeville é uma comuna francesa na região administrativa do Grande Leste, no departamento de Vosges. Estende-se por uma área de 1.62 km². Em 2010 a comuna tinha 54 habitantes (densidade: 18,4 hab./km²).